# Fandral
Fandral, El Apuesto es un personaje de ficción que aparece en los cómics estadounidenses publicados por Marvel Comics. Él es un miembro fundador de los Tres Guerreros, un trío de asgardianos aventureros, junto con Hogun y Volstagg. Son miembros del equipo de apoyo de Thor y generalmente proporcionan un alivio cómico y son secundarios de sus aventuras. 
En el Universo Cinematográfico de Marvel, Fandral fue interpretado por Joshua Dallas en la película Thor (2011) y por Zachary Levi en Thor: The Dark World (2013) y Thor: Ragnarok (2017).

## Historial de publicaciones
Fandral apareció por primera vez en Journey into Mystery # 119 (agosto de 1965), y fue creado por Stan Lee y Jack Kirby.
El escritor Stan Lee basó a Fandral en la imagen pública del actor Errol Flynn.

## Biografía ficticia
Fandral es un guerrero de Asgard y un aventurero. Él es un espadachín incontenible y romántico. Su valentía y optimismo a menudo pone el grupo en posiciones altamente desventajosas; perennemente como ha señalado el sombrío Hogun. Fandral se considera a sí mismo, el hombre de las damas consumadas y a menudo se representa con un grupo de mujeres jóvenes. Su éxito real con estas señoras es intermitente en el mejor, pero, como tal, ofrece numerosas oportunidades para que los resultados de buen humor. A pesar de estos defectos, que posee un espíritu excesivamente noble y va a hacer lo correcto sin pensar en su seguridad y su prosperidad personal.
Fandral ha participado en un gran número de aventuras y misiones, como miembro de los Tres Guerreros, como un aliado de Thor, y por su cuenta. Fandral se unió en una búsqueda para el poder que había descifrado la Espada de Asgard. Él ayudó a sofocar un motín dirigido por Loki, a pesar de Loki de haber sido la de contratar a Fandral en la búsqueda de la Espada en el primer lugar. Él ayudó a repeler un ataque de los trolls de vuelo de Thryheim. Él ayudó a derrotar a las fuerzas de Harokin. Fandral y los demás Asgardianos participaron en las ceremonias que honraban Harokin; las múltiples batallas del señor de la guerra se habían roto su cuerpo y que se estaba muriendo. Los Asgardianos respetan el valor del hombre en la batalla y se esforzaron para despedirlo como un guerrero. Se enfrentó al dragón Fafnir. Thor, Fandral, Volstagg y Hogun encontraron y finalmente derrotando a Mogul de la montaña mística. Esto era importante para Hogun, como Mogul había matado a la familia del hombre. Él ayudó a defender Asgard del Destructor. Se encontró con Hulk.
Fandral ayudó a defender Asgard contra Mangog. Se encontró con el Silver Surfer. Se enfrentó al hombre térmica. Él ayudó a defender Asgard contra Surtur. Él ayudó a Thor escapar de Mephisto. Se convirtió en trance por el Infinito y se vio obligado a luchar contra Thor, y luego combatieron a Balder, Sif y otros Asgardianos. Se enfrentó a Loki. Fue enviado en una búsqueda por Odin, pero regresó para ayudar a defender Asgard contra Mangog de nuevo. Se enfrentó a Ego-Prime, fue exiliado a la Tierra, pero luego secuestrados por Mephisto, y finalmente liberado por Thor. El ayudó a Thor en la batalla con Mercurio. Con Thor y compañía, se dispuso en una búsqueda para encontrar a Odin. Se enfrentó a los esclavistas de Sssthgar, Mercurio, y Xorr. Derrotó a los doppelgangers que creó el asistente Igron.
Fandral más tarde luchó contra Zarrko el Hombre Mañana. Derrotó a los ladrones de cambio de diamantes en Nueva York. Él ayudó a deponer a los usurpadores Mangog y Igron. Emprendió una búsqueda para encontrar a Odín, que había desaparecido de nuevo. Él luchó contra Spoor, la Gárgola Gris, y el alma de supervivientes. Derrotó a Skurge y la Encantadora. Se enfrentó el Destructor y Loki. Él ayudó a defender Asgard contra Ragnarok. Luchó al dragón Fafnir. Se encontró con los dioses jóvenes. Se encontró con Dazzler, que había sido secuestrado a Asgard.
Fandral más tarde ayudó a retomar Asgard de las fuerzas de Tyr. Se rescató el dios Bragi. Se enfrentó a las fuerzas de Surtur en la Tierra. Él fue a Chicago para resolver los asuntos de alter ego de Thor, el Dr. Don Blake. Se encontró con los Power Pack en Nueva York. Se encontró con Sunspot de los Nuevos Mutantes. Cuando se enfrentan a las dificultades de dos hijos mortales adoptivos de Volstagg, Kevin y Mick, les asegura los otros guerreros estarán allí para ellos y todos los hijos de Hogun. Los hijos adoptivos del enorme Volstagg son nada menos que a continuación, los niños de todos los Tres Guerreros.
Más tarde Fandral fue superada por una plaga misteriosa. Derrotó a una criatura similar a Griffin. Él ayudó a defender Asgard contra las fuerzas de Seth.
Fandral una vez que se embarcó en una misión para reparar el mal hecho por Loki, y rescatar a Mord, un padrino de vital importancia para la seguridad de Asgard. Durante este, en la Isla de Freya, la diosa nórdica del amor, se entera de que sus caminos a womanizing que ha herido profundamente a muchas mujeres, la conducción incluso la última hasta cerca de suicidio. Él es superado por una gran vergüenza y le declara a Freya, por el momento, ha renunciado como mujeriego.
Fandral fue más adelante en una búsqueda con Thor para buscar Ulagg. Ayudó a Los Vengadores en la batalla contra Blastaar. Fue rescatado por Flying Trolls por los Nuevos Mutantes. Fandral también luchó contra Ymir.
Fandral relata un cuento en relación con un viaje a la Tierra y su posterior matrimonio con una mujer llamada Marian. El período de tiempo y otros datos sugieren que Fandral es, pues, el origen del mito de Robin Hood. Sin embargo, esto no se indique explícitamente en recuento de Fandral, y otras fuentes sugieren que la leyenda de Robin Hood (en el Universo Marvel) tiene un origen diferente.
Una vez, Thor y los Tres Guerreros son enviados en una misión como penitencia por matar accidentalmente a un gigante enemigo durante un tiempo de paz: tienen que recoger objetos sagrados en todo el mundo con la regla especial de Thor no está permitido el uso de su martillo, Mjolnir en combate. A pesar de que los Gigantes de llegar a ser poco fiables y no está listo para aceptar la victoria del cuarteto después de que han logrado las tareas, a través del uso de las capacidades únicas de cada guerrero, la aventura finalmente llega a buen fin.
Fandral aparentemente perece al principio de la batalla final del Ragnarok. Los Tres Guerreros estado bajo ataque de las flechas de la nave voladora Naglfar y Volstagg es el único del trío en sobrevivir. Los usuarios que han perecido en la misma batalla, como Heimdall, se ha encontrado vivo y bien en la Tierra. Fandral fue finalmente descubierto por Thor en África bajo el nombre de Trevor Newley, un inglés, y lo restauró a su forma de Asgard.
Fandral es visto como uno de los muchos defensores de Asgard cuando es atacado por fuerzas criminales de la Tierra. Fandral y varios amigos van en el tiempo en San Francisco como mortales, perseguido por los caníbales no-muertos. Estos mensajes son guardados por el equipo de superhéroes llamado "Los Nuevos Mutantes".
Cuando una versión más joven de Loki se sospecha de la traición a su pueblo a las fuerzas de Surtur, Volstagg sugiere colocar el embaucador bajo arresto. Protesta Thor, que conduce directamente a él luchando contra los Tres Guerreros en una batalla no mortal mano a mano. Poco después, con el liderazgo de las personas que ahora Asgard en desorden, Fandral acepta el rey de la nave temporal de Volstagg.
Cuando el Mjolnir de Thor se desvanece y elige un portador femenino, Hogun y Fandral en búsqueda por toda la galaxia conocida por el Odinson. Esto es especialmente importante como el propio Odin se ha convertido irracional. Volstagg elige permanecer detrás, después de haber tomado muchas funciones, incluyendo el cuidado de amor, la novia de Thor, Jane Foster, que ha enfermado.

## Poderes y habilidades
Fandral es un miembro de la raza de superhumanos conocidos como Asgardianos. Al igual que todos los Asgardianos, que posee una fuerza sobrehumana, velocidad, agilidad, resistencia y durabilidad.
Fandral es un maestro de la espada, y excelente guerrero general campo de batalla. Él es altamente competente en el uso de todas las armas blancas, y su destreza sobrehumana, velocidad y agilidad son significativamente mayores que la media masculina asgardiana. Thor mismo se refiere a Fandral como "el mejor de nosotros con la cuchilla". Al igual que todo Asgardiano, sus huesos, la piel y el músculo son aproximadamente 3 veces más denso que un típico hombre, dándole una resistencia extremadamente alta a las lesiones y una fuerza sobrehumana.
Fandral monta un caballo llamado Firehooves. También puede utilizar la asgardiana starjammers para el transporte.

## Otras versiones
En la línea de tiempo de los Guardianes de la Galaxia, Fandral sigue vivo y bien en el siglo 31.
En la realidad alternativa de la miniserie Tierra X de 1999, los asgardianos eran en realidad extraterrestres que fueron manipulados por los celestiales para creer que eran los mitos de los dioses nórdicos. Cuando se reveló la mentira, "Fandral" y los otros asgardianos resumieron brevemente su forma ajena, pero luego volvieron a sus formas asgardianas.
En una historia de 2007 en el universo alternativo de Marvel Zombies, muchos héroes asisten a la sesión informativa de Nick Fury sobre cómo lidiar con la plaga de zombis, incluido Fandral.
En 2010, los Tres Guerreros aparecen brevemente en el universo de Marvel Adventures en una capacidad de apoyo.
Ese mismo año, Fandral es uno de los muchos que lucha contra Beyonder y muere en la realidad de Mutante X.
También en 2010, un joven Thor se encuentra con los Tres Guerreros en Thor: The Mighty Avenger. En este contexto, Thor no está muy seguro de su pasado ni de su propósito en la vida. Fandral y los demás, aunque leales a sus amigos, deben ocultarle secretos.

### Ultimate Marvel
Fandral y los Tres Guerreros aparecen en el universo de Ultimate Marvel, primero tienen un papel secundario en Ultimate Comics: Thor. Más tarde es asesinado, junto con todos los demás asgardianos, en Ultimate Comics: The Ultimates. Fandral no es nombrado por ningún personaje directamente en las ocasiones en que ha aparecido, y el arte conceptual del personaje en la colección de bolsillo de Ultimate Comics: Thor lo llama "Falstaff".

### What If
En la historia de What If, "¿Qué pasaría si los X-Men se quedaron en Asgard?", Fandral se enamora de Rogue, uno de los X-Men que quedan en Asgard, después de que ella descubre que su poder de absorción no afecta a los Asgardianos. Cuando los dos se casan, Fandral se retira y su lugar entre los Tres Guerreros es ocupado por Nightcrawler.

## En otros medios

### Televisión
- Fandral aparece en El escuadrón de superhéroes, con la voz de Tom Kenny. En el episodio "Oh Hermano", él y los otros miembros de los Tres Guerreros, se muestran la lucha contra un ejército de Gigantes de Hielo. En los episodios "Organismo Mental Diseñado sólo para Besar" y "Invasor de la dimensión oscura", él, Hogun, y Volstagg se muestran en un flashback estar en una banda con Thor. En el episodio "Lo, ¿Cómo el Poderoso ha abdicado", Fandral informa del estado de Odin de Thor con el escuadrón de superhéroes.
- Fandral aparece en The Avengers: Earth's Mightiest Heroes, expresado por Chris Cox.
- Fandral aparece en Hulk and the Agents of S.M.A.S.H. de la primera temporada, episodio "Por Asgard", expresado por Benjamin Diskin. Se encarga de ayudar a sus tres compañeros guerreros, Thor, Heimdall y los Agentes de S.M.A.S.H. en la lucha contra Malekith el Maldito y sus compañeros elfos oscuros. Durante el curso del episodio, Fandral trató de conseguir un beso de She-Hulk. Sin embargo, se mostró bastante hostil con él y lo rechazó, aunque durante la ceremonia de premiación, ella le pidió en silencio que "la llamara".
- Fandral aparece en Guardianes de la Galaxia, expresado por Trevor Devall:
  - En la primera temporada, episodio 18, "La Guerra contra Asgard, Parte 1º: El Ataque del Rayo", acompaña a Thor en la guerra contra Spartax y en el episodio 19, "La Guerra contra Asgard, Parte 2º: El Rescate", lucha contra el ejército Kree de Thanos, hasta que Thor le dice a él junto con Heimdall y Hogun que regresen a Asgard en detener los planes de Loki.
  - En la segunda temporada, episodio 13, "La Guerra de los Simbiontes, Parte 3: El Camino del Trueno", aparece libre de cameo de ser poseído por los simbiontes.

### Cine
- Fandral hace una aparición en la película animada directa a video Hulk vs Thor, con la voz de Jonathan Holmes. Él, junto con el resto de los Tres Guerreros en montar ciegamente fuera para luchar contra Hulk.[70]
- Fandral aparece en la película animada directa a video, Thor: Tales of Asgard, expresado por Alistair Abell.[71]
- Fandral aparece en la película Thor, donde es interpretado por Joshua Dallas. Zachary Levi, estrella de la NBC's Chuck, fue establecido originalmente para interpretar a Fandral, pero tuvo que retirarse cuando Chuck de la temporada 3 se amplió de 13 a 19 episodios.[72] El actor Stuart Townsend, que también había sido elegido para el papel, dejó la producción citando diferencias creativas.[73]
- Fandral es interpretado por Zachary Levi en Thor: The Dark World,[74] reemplazando a Dallas luego de que el compromiso del actor con Once Upon a Time creara conflictos de programación.[75] Su papel se expande del alivio cómico en la primera película, ya que ayuda a Thor a dejar a Asgard.
- Levi repite su papel, aunque brevemente, en Thor: Ragnarok.[76] Mientras Fandral, Volstagg, miembros de los Tres Guerreros, y Skurge custodiaban el Bifrost, Hela llega a Asgard después de vencer a Thor y Loki. Volstagg exige su identidad e intenta detenerla antes de que él sea asesinado de inmediato. Fandral la ataca, pero también es asesinado rápidamente.

### Los videojuegos
- Fandral aparece como un personaje reclutable en Marvel: Avengers Alliance. Se relaciona especialmente con Volstagg o Hogun si bien está incluido en el jugador del partido.
- Fandral aparece en los MMOARPG Marvel Heroes durante el 3er encuentro de banda con la estructura de torre "Monolito" fijar en el ámbito de fuego Mustpleheim, en la que debe estar protegida para ayudar al jugador a Brig las defensas de "El monolito".
- Fandral aparece como un personaje jugable en Marvel Future Fight.
- Fandral es un personaje jugable en Lego Marvel Vengadores, disponible para desploquear en el nivel de Thor: un mundo oscuro.

### Juguetes
- Una figura de Fandral se dará a conocer en Hasbro 3,75 en "Thor: The Mighty Avenger", una película en línea.